# Copa São Paulo de Futebol Júnior
La Copa São Paulo de Futebol Júnior o también conocida como Copinha es una competición de fútbol masculino sub-20 de Brasil. Es organizada por la Federación Paulista de Fútbol (FPF) e incluye clubes no sólo de São Paulo, sino de todo Brasil y en algún momento clubes de otros países.

## Historia
Originalmente la competición se llamaba Copa São Paulo de Juniores y estaba organizada por la alcaldía de  São Paulo, y no por la FPF. En 1987, el entonces alcalde Jânio Quadros decidió no arcar con la competición, que no fue realizada en aquel año.
Disputada desde 1969, ocurre siempre a principios de año, de modo que la final sea disputada el 25 de enero (día del aniversario de la ciudad de São Paulo). Hasta 1971 la competencia sólo recibía clubes del estado de São Paulo, pero, a partir de 1971, la competición pasó a recibir clubes de todo Brasil. Desde entonces, la Copinha, apodo dado a la competición, es un torneo muy observado por la prensa, hinchada, empresarios y clubes, ya que es considerada la principal oportunidad para descubrir futuros cracks del fútbol brasileño.

## Campeones
| Año  | Final                                 | Final                                 | Final                                 | Final                                 |
| Año  | Campeón                               | Marcador                              | Subcampeón                            | Local (en São Paulo)                  |
| ---- | ------------------------------------- | ------------------------------------- | ------------------------------------- | ------------------------------------- |
| 1969 | Corinthians (1)                       | 1 – 0                                 | Nacional                              | Centro Esportivo Vicente Ítalo Feola  |
| 1970 | Corinthians (2)                       | 4– 2                                  | Palmeiras                             | Centro Esportivo Vicente Ítalo Feola  |
| 1971 | Fluminense(1)                         | 3 – 3 1 – 1 (e.t.) 4 – 3 (pen.)       | Botafogo                              | Centro Educacional de Pirituba        |
| 1972 | Nacional (1)                          | 2 – 1                                 | Internacional                         | Estadio Pacaembú                      |
| 1973 | Fluminense (2)                        | 0 – 0 2 – 0 (e.t.)                    | Corinthians                           | Parque São Jorge                      |
| 1974 | Internacional (1)                     | 1 – 1 1 - 0 (e.t.)                    | Portuguesa                            | Estadio Pacaembú                      |
| 1975 | Atlético Mineiro (1)                  | 0 – 0 0 - 0 (e.t.) 5 – 2 (pen.)       | Ponte Preta                           | Estadio Pacaembú                      |
| 1976 | Atlético Mineiro (2)                  | 1 – 0                                 | Corinthians                           | Parque São Jorge                      |
| 1977 | Fluminense (3)                        | 2 – 1                                 | Ponte Preta                           | Estadio Morumbi                       |
| 1978 | Internacional (2)                     | 0 – 0 5 – 4 (pen.)                    | Corinthians                           | Estadio Pacaembú                      |
| 1979 | Marília (1)                           | 2 – 1                                 | Fluminense                            | Estadio do Canindé                    |
| 1980 | Internacional(3)                      | 3 – 0                                 | Atlético Mineiro                      | Estadio Pacaembú                      |
| 1981 | Ponte Preta (1)                       | 1 – 0                                 | São Paulo                             | Estadio Pacaembú                      |
| 1982 | Ponte Preta (2)                       | 2 – 1                                 | Santos                                | Estadio Pacaembú                      |
| 1983 | Atlético Mineiro (3)                  | 2 – 1                                 | Botafogo - SP                         | Estadio Palestra Itália               |
| 1984 | Santos (1)                            | 2 – 1                                 | Corinthians                           | Estadio do Canindé                    |
| 1985 | Juventus (1)                          | 1 – 0                                 | Guarani                               | Estadio Pacaembú                      |
| 1986 | Fluminense (4)                        | 2 – 0                                 | Ponte Preta                           | Estadio Pacaembú                      |
| 1987 | No hubo                               | No hubo                               | No hubo                               | No hubo                               |
| 1988 | Nacional (2)                          | 3 – 0                                 | América de Rio Preto                  | Estadio Olímpico da USP               |
| 1989 | Fluminense (5)                        | 1 – 0                                 | Juventus                              | Estadio Pacaembú                      |
| 1990 | Flamengo (1)                          | 1 – 0                                 | Juventus                              | Estadio Pacaembú                      |
| 1991 | Portuguesa (1)                        | 4 – 0                                 | Grêmio                                | Estadio Pacaembú                      |
| 1992 | Vasco da Gama (1)                     | 1 – 1 5 – 3 (pen.)                    | São Paulo                             | Estadio Pacaembú                      |
| 1993 | São Paulo (1)                         | 4 – 3                                 | Corinthians                           | Estadio Pacaembú                      |
| 1994 | Guarani (1)                           | 1 – 1 0 – 0 (e.t.) 3 – 0 (pen.)       | São Paulo                             | Estadio Pacaembu                      |
| 1995 | Corinthians (3)                       | 2 – 2 1 – 0 (e.t.)                    | Ponte Preta                           | Estadio do Canindé                    |
| 1996 | América Mineiro (1)                   | 2 – 1                                 | Cruzeiro                              | Estadio Pacaembú                      |
| 1997 | Lousano Paulista 1(1)                 | 1 – 1 4 – 3 (pen.)                    | Corinthians                           | Estadio do Canindé                    |
| 1998 | Internacional (4)                     | 0 – 0 1 – 1 (e.t.) 4 – 3 (pen.)       | Ponte Preta                           | Estadio do Morumbi                    |
| 1999 | Corinthians (4)                       | 1 – 0                                 | Vasco da Gama                         | Estadio Pacaembu                      |
| 2000 | São Paulo (2)                         | 2 – 1                                 | Juventus                              | Estadio Pacaembú                      |
| 2001 | Roma Barueri 2(1)                     | 4 – 4 6 – 5 (pen.)                    | São Paulo                             | Estadio Pacaembú                      |
| 2002 | Portuguesa (2)                        | 1 – 0                                 | Cruzeiro                              | Estadio do Canindé                    |
| 2003 | Santo André (1)                       | 2 – 2 5 – 3 (pen.)                    | Palmeiras                             | Estadio Pacaembú                      |
| 2004 | Corinthians (5)                       | 2 – 0                                 | São Paulo                             | Estadio Pacaembú                      |
| 2005 | Corinthians (6)                       | 3 – 1                                 | Nacional                              | Estadio Pacaembú                      |
| 2006 | América de Rio Preto (1)              | 0 – 0 3 – 1 (pen.)                    | Comercial                             | Estadio Pacaembú                      |
| 2007 | Cruzeiro (1)                          | 1 – 1 6 – 5 (pen.)                    | São Paulo                             | Estadio Pacaembú                      |
| 2008 | Figueirense (1)                       | 2 – 0                                 | Rio Branco                            | Estadio Nicolau Alayon                |
| 2009 | Corinthians (7)                       | 2 – 1                                 | Atlético Paranaense                   | Estadio Pacaembú                      |
| 2010 | São Paulo (3)                         | 1 – 1 3 – 0 (pen.)                    | Santos                                | Estadio Pacaembú                      |
| 2011 | Flamengo (2)                          | 2 – 1                                 | Bahia                                 | Estadio Pacaembú                      |
| 2012 | Corinthians (8)                       | 2 – 1                                 | Fluminense                            | Estadio Pacaembú                      |
| 2013 | Santos (2)                            | 3 – 1                                 | Goiás                                 | Estadio Pacaembú                      |
| 2014 | Santos (3)                            | 2 – 1                                 | Corinthians                           | Estadio Pacaembú                      |
| 2015 | Corinthians (9)                       | 1 – 0                                 | Botafogo - SP                         | Estadio Pacaembú                      |
| 2016 | Flamengo (3)                          | 2 – 2 4 – 3 (pen.)                    | Corinthians                           | Estadio Pacaembú                      |
| 2017 | Corinthians (10)                      | 2 – 1                                 | Batatais                              | Estadio Pacaembú                      |
| 2018 | Flamengo (4)                          | 1 – 0                                 | São Paulo                             | Estadio Pacaembú                      |
| 2019 | São Paulo (4)                         | 2 – 2 3 – 1 (pen.)                    | Vasco da Gama                         | Estadio Pacaembú                      |
| 2020 | Internacional (5)                     | 1 – 1 3 – 1 (pen.)                    | Grêmio                                | Estadio Pacaembú                      |
| 2021 | Cancelado por la pandemia de COVID-19 | Cancelado por la pandemia de COVID-19 | Cancelado por la pandemia de COVID-19 | Cancelado por la pandemia de COVID-19 |
| 2022 | Palmeiras (1)                         | 4 – 0                                 | Santos                                | Allianz Parque                        |
| 2023 | Palmeiras (2)                         | 2 – 1                                 | América Mineiro (1)                   | Estadio do Canindé                    |
| 2024 | Corinthians (11)                      | 1 – 0                                 | Cruzeiro (1)                          | Neo Química Arena                     |
| 2025 | São Paulo (5)                         | 3 – 2                                 | Corinthians                           | Estadio Pacaembú                      |

## Títulos por equipo
| Club                 | Títulos | Subtítulos | Años campeón                                                     | Años subcampeón                                      |
| -------------------- | ------- | ---------- | ---------------------------------------------------------------- | ---------------------------------------------------- |
| Corinthians          | 11      | 9          | 1969, 1970, 1995, 1999, 2004, 2005, 2009, 2012, 2015, 2017, 2024 | 1973, 1976, 1978, 1984, 1993, 1997, 2014, 2016, 2025 |
| Fluminense           | 5       | 2          | 1971, 1973, 1977, 1986, 1989                                     | 1979, 2012                                           |
| Internacional        | 5       | 1          | 1974, 1978, 1980, 1998, 2020                                     | 1972                                                 |
| São Paulo            | 5       | 7          | 1993, 2000, 2010, 2019, 2025                                     | 1981, 1992, 1994, 2001, 2004, 2007, 2018             |
| Flamengo             | 4       | -          | 1990, 2011, 2016, 2018                                           | ----                                                 |
| Santos               | 3       | 3          | 1984, 2013, 2014                                                 | 1982, 2010, 2022                                     |
| Atlético Mineiro     | 3       | 1          | 1975, 1976, 1983                                                 | 1980                                                 |
| Ponte Preta          | 2       | 5          | 1981, 1982                                                       | 1975, 1977, 1986, 1995, 1998                         |
| Palmeiras            | 2       | 2          | 2022, 2023                                                       | 1970, 2003                                           |
| Nacional             | 2       | 2          | 1972, 1988                                                       | 1969, 2005                                           |
| Portuguesa           | 2       | 1          | 1991, 2002                                                       | 1974                                                 |
| Juventus             | 1       | 3          | 1985                                                             | 1989, 1990, 2000                                     |
| Cruzeiro             | 1       | 3          | 2007                                                             | 1996, 2002, 2024                                     |
| Vasco da Gama        | 1       | 2          | 1992                                                             | 1999, 2019                                           |
| Guarani              | 1       | 1          | 1994                                                             | 1985                                                 |
| América de Rio Preto | 1       | 1          | 2006                                                             | 1988                                                 |
| América Mineiro      | 1       | 1          | 1996                                                             | 2023                                                 |
| Paulista             | 1       | -          | 1997                                                             | ----                                                 |
| Roma Barueri         | 1       | -          | 2001                                                             | ----                                                 |
| Marília              | 1       | -          | 1979                                                             | ----                                                 |
| Santo André          | 1       | -          | 2003                                                             | ----                                                 |
| Figueirense          | 1       | -          | 2008                                                             | ----                                                 |
| Botafogo - SP        | -       | 2          | ----                                                             | 1983, 2015                                           |
| Grêmio               | -       | 2          | ----                                                             | 1991, 2020                                           |
| Atlético Paranaense  | -       | 1          | ----                                                             | 2009                                                 |
| Bahia                | -       | 1          | ----                                                             | 2011                                                 |
| Goiás                | -       | 1          | ----                                                             | 2013                                                 |
| Botafogo             | -       | 1          | ----                                                             | 1971                                                 |
| Comercial            | -       | 1          | ----                                                             | 2006                                                 |
| Rio Branco - SP      | -       | 1          | ----                                                             | 2008                                                 |
| Batatais             | -       | 1          | ----                                                             | 2017                                                 |

## Títulos por estado
| Estado             | Títulos | Subtítulos |
| ------------------ | ------- | ---------- |
| São Paulo          | 31      | 38         |
| Río de Janeiro     | 10      | 5          |
| Minas Gerais       | 5       | 3          |
| Río Grande del Sur | 5       | 3          |
| Santa Catarina     | 1       | 0          |
| Bahía              | 0       | 1          |
| Paraná             | 0       | 1          |
| Goiás              | 0       | 1          |